# Ориген
Ориге́н Адама́нт (др.-греч. Ὠριγένης Ἀδαμάντιος, лат. Origenes Adamantius; ок. 185, Александрия — ок. 253, Тир) — греческий христианский теолог, философ, учёный; основатель библейской филологии, основоположник оригенизма, автор термина «Богочеловек».
Был учеником неоплатоника Аммония Саккаса. Учился в Александрийской богословской школе, Дидаскалейоне, которую возглавлял Климент Александрийский. С 203 года преподавал в ней философию, теологию, диалектику, физику, математику, геометрию, астрономию. После того как Климент покинул Александрию, Ориген возглавил школу и был её наставником в 217—232 годах.
Главный труд Оригена — «Гексапла», первый в истории образец научной библейской критики. Гексапла представляла собой шесть (отсюда название) синхронизированных изводов Ветхого Завета, с целью установления критически выверенного текста Писания. Текст этого (колоссального по объёму) труда дошёл до наших дней лишь во фрагментах.
Ориген выступал сторонником идеи конечного спасения всего сущего (апокатастасис). Учение Оригена, явившее собой первое системное изложение идей христианства в философском контексте, оказало значимое воздействие на творчество последующих мыслителей: Евсевия Памфила, Григория Богослова, Григория Нисского, Василия Великого и других.
Сравнимым как мыслитель с Августином называет его проф. Гай Струмза.

## Биография
Ориген родился около 185 года в Александрии в христианской семье. Изучал под руководством своего отца, Леонида, священные тексты. В 202 году, во время антихристианских гонений Септимия Севера, Леонид был убит. С 203 года Ориген начинает учительствовать в теологической школе. Он спал на голой земле, постился, не носил обуви, не имел смены одежды. Он пользовался популярностью у женщин, но не хотел, чтобы это неправильно истолковывалось. Есть версия, что, поняв буквально слова Иисуса: «Есть скопцы, которые сделали сами себя скопцами для Царства Небесного» (Мф. 19:12), — он оскопил себя, хотя официальных подтверждений или опровержений этому нет.
Он изучал античную философию (по некоторым сведениям, в школе Аммония, из которой вышел также Плотин). С 217 года Ориген возглавлял христианскую школу в Александрии. Ориген был рукоположён в сан пресвитера. В Александрии Ориген был подвергнут жестоким истязаниям со стороны язычников-эллинов. Язычники схватили Оригена, обстригли его наголо и посадили его при входе в языческий храм Серапеум, заставив раздавать пальмовые ветви приходившим для служения и поклонения идолу. Взяв ветви, Ориген громким голосом и дерзновенно говорил: «Идите, примите не идольскую ветвь, а ветвь Христову». Язычники хотели отдать Оригена эфиопу на осквернение тела; не в силах стерпеть такого поругания, Ориген закричал, что он скорее готов принести жертву идолу. Несмотря на его сопротивление, такое жертвоприношение произошло: язычники, положив на руку Оригену ладан, сами сбросили его с руки на очаг жертвенника; по суду исповедников и мучеников из-за этого он был позже лишён славы мученичества и извержен из Церкви — в 231 году Ориген был подвергнут осуждению на Александрийском поместном соборе, после чего перенёс свою преподавательскую деятельность в Палестину (в г. Кесарию). Священноначалие Иерусалимской церкви убеждало Оригена проповедовать в церкви. Ориген встал и произнёс в церкви только одно следующее изречение: «Грешнику же говорит Бог: „Что ты проповедуешь уставы Мои и берёшь завет Мой в уста твои“» (Пс. 49:16). Затем, согнув книгу, отдал её и сел с плачем и слезами. Вместе с ним плакали все присутствовавшие. В Палестине Ориген познакомился с одним из знатных и богатых придворных — Амвросием. Амвросий не принадлежал к Церкви, а был по разным источникам последователем или Маркиона, или Савеллия. Ориген убедил Амвросия отказаться от ереси и присоединиться к Церкви. Амвросий был учёным и ревностным к изучению Священного Писания. Амвросий оценил выдающейся ум, способности и знания Оригена и предложил Оригену заняться изучением и толкованием Священного Писания за его счёт. Ориген согласился на предложение. Ориген поселился в Тире Финикийском, где в течение двадцати трёх лет провёл жизнь в трудах, собирая, изучая и изъясняя Священное Писание. Амвросий целиком и полностью обеспечил Оригена всем необходимым, он оплачивал письменные принадлежности и труды, не только Оригена, но и труды скорописцев и помощников Оригена.
Во время очередной волны антихристианских репрессий при императоре Деции Ориген был брошен в тюрьму в городе Тир (современный Сур в Ливане) и подвергнут пыткам, от которых вскоре умер.

### ИмператорЮстиниани осуждение Оригена
Образцовая святость жизни Оригена и мученическая кончина способствовали его популярности в монашеских кругах. Наиболее авторитетными центрами распространения оригенизма становятся палестинские монастыри Мар-Саба (лавра Саввы Освященного) и Новая Лавра в Фекое близ Вифлеема. Однако епископ Иерусалимский Пётр посылает доклад императору Юстиниану об «оригенической болезни своих монахов». В это же время в Константинополь прибывает апокрисиарий римского папы диакон Пелагий и активно выступает против оригенизма. Желая спасти религиозное единство империи, Юстиниан «решил использовать полностью своё право христианского василевса нажимать на иерархическую и богословскую среду, склонную поднять опасную волну безысходных и длительных споров».
Так в 543 году император Юстиниан издал эдикт, в котором осуждал Оригена как еретика и который в том же году был утверждён на поместном соборе в Константинополе.
Историк Евагрий Схоластик сообщает, что Ориген и его заблуждения были осуждены на Пятом Вселенском Соборе в 553 году.

## Учение
Ориген завершает раннее сравнительное, апологетическое христианское богословие, выступавшее уже как система — это выражается в его полемическом труде, озаглавленном «Против Цельса», в изучении Библии, в толковании им религиозных памятников с использованием учения гностиков и неоплатоников, особенно учения о Логосе:
- Бог — это действующее Провидение;
- Христос является образом Бога Отца: «Спаситель наш есть образ Невидимого Бога Отца: по отношению к Самому Отцу Он есть истина; по отношению же к нам, которым Он открывает Отца, Он — образ, чрез Который мы познаём Отца»;[12]

Перечень сочинений Оригена включал около 2000 «книг» (в античном смысле слова, то есть частей). Философия Оригена — стоически окрашенный платонизм. Чтобы согласовать его с верой в авторитет Библии, Ориген вслед за Филоном Александрийским разрабатывал доктрину о трёх смыслах Библии:
- «телесном» (буквальном)
- «душевном» (моральном)
- «духовном» (философски-мистическом), которому отдавалось безусловное предпочтение[13].

Выработанная Оригеном система понятий широко использовалась при построении церковной догматики (у Оригена, например, впервые встречается термин «Богочеловек»).
Эсхатологический оптимизм Оригена отразился в учении о циклическом времени, или апокатастасисе, которое предполагает, что посмертное воздаяние и ад относительны, так как Бог по Своей благости в конечном счёте спасёт от адских мук не только праведников, но и всех людей, всех демонов и даже самого Сатану.

### Предсуществование душ
Ориген учил о предсуществовании человеческих душ — доктрина, заметно отличающаяся от традиционного понимания реинкарнации в индуизме или платонизме. Согласно доктрине о предсуществовании душ, души не воплощались в животных или растения — они продвигались по пути к совершенству, принимая всё более и более «просветлённые» тела в человеческих формах жизни. Ориген утверждал, что падшие души реинкарнируются в телах ангелов, в человеческих телах на земле или в более низших, демонических формах жизни, постепенно проходя череду перевоплощений в условной «лестнице иерархий» разумных существ.
В книге Оригена «О началах» (230 г.) это учение излагается так:

Умирающие здесь обыкновенною смертью распределяются на основании дел, совершённых здесь, так что признанные достойными так называемой адской страны получают разные места, соответственно своим грехам. Также, может быть, и те, которые, так сказать, умирают там (на небе), нисходят в этот ад, признанные достойными обитать в различных, лучших или худших, жилищах на всём земном пространстве и родиться от таких или иных родителей, — так что израильтянин может когда-нибудь попасть в число скифов, а египтянин — перейти в Иудею.
— .
По мнению профессора богословия протодиакона А. В. Кураева, учение Оригена о предсуществовании души не было учением о реинкарнации, в том смысле, в котором её понимают платоники, индуисты или буддисты. Ориген предположил, что Бог творит бесконечную последовательность миров; но каждый мир конечен и ограничен. Миры существуют не параллельно; по окончании одного мира получает начало другой.
Если в более ранней книге Оригена «О началах» (230 г.) и присутствуют «реинкарнационные фрагменты», то в последующих своих произведениях («Толкование на Послание к Римлянам» (ок. 243 г.), «Толкование на Евангелие от Матфея» (249 г.), книга «Против Цельса» (249 г.)) Ориген выступает с резкой критикой доктрины реинкарнации:

Допущение метемпсихозы или перевоплощения душ несовместно с кончиной мира, которую ясно утверждает Писание. Ибо если предположим, что всякая душа в течение нынешнего порядка вещей от начала и до конца мира воплощается не более как два раза, спрашивается: зачем она воплощается во второй раз? Затем ли, чтобы понести наказание за грехи первой жизни во плоти? Но если нет другого способа наказания души кроме послания её в тело, то очевидно ей пришлось бы воплощаться не два или три, а бесконечное число раз, и тогда уверению св. Писания, что небо и земля мимо идут, нет никакой возможности получить своё исполнение.

Но допустим и противное, то есть что души посредством воплощений будут всё более и более усовершаться и очищаться, и что постепенно всё более будет возрастать число душ, не нуждающихся уже больше в телах, чем само собой приблизится наконец то время, когда живущих во плоти душ или вовсе не будет, или будет очень мало; но в таком случае как же получат своё исполнение слова Писания, которое говорит, что суд Божий застанет в живых множество грешников, и что пред кончиной мира возрастёт и переполнится мера беззаконий на земле? Затем, грехи тех, которых застанет кончина мира, будут наказаны по Писанию, не перемещением из тела в тело, а совершенно иным образом. Итак, если защитники перевоплощения допускают кроме описываемых в слове Божием наказаний ещё наказание переселением в новые тела, — то пусть покажут нам причины этого двойного наказания. Или же, что вернее, грешившие в телах будут нести наказание вне своих тел сами в себе в глубине собственной души своей.— «Толкование на Матфея» 13.1 // PG XIII, 1088ab и 1089bc
Аналогичные размышления есть и в оригеновых толкованиях на Песнь Песней:

Далее, некоторые изыскивают здесь: облачается ли душа в тело единожды, и после того как она покинет его, не ищет его более, или же, однажды получив и покинув его, воспринимает его снова? И если она воспринимает его вторично, воспринимает ли она его навсегда или однажды снова придёт день, когда она его снова отбросит? Но если, согласно авторитету Писания конец мира близок, и если сие тленное состояние сменится нетленным, то не кажется сомнительным, что в состоянии нынешней жизни она не может войти в тело во второй или в третий раз. Ибо, если это допустить, то необходимо воспоследует, что вследствие продолжительного такого рода последствий мир не будет иметь конца. — «Беседы на Песнь песней». 2,5,24)
Также А. В. Кураев подчёркивает, что в своём труде «О началах», в котором Ориген изложил свою теорию, он ясно провёл грань между учением Церкви и своими гипотезами: «впрочем, сам читатель пусть тщательно обсудит и исследует то, что сказали мы относительно обращения ума в душу и прочее, что, по-видимому, относится к этому вопросу; а мы, со своей стороны, высказали это не в качестве догматов, но в виде рассуждения и изысканий». «Мы скорее предложили читателю мысли для обсуждения, нежели дали положительное и определённое учение». «Что касается нас, то это — не догматы; сказано же ради рассуждения, и нами отвергается: сказано это только затем, чтобы кому-нибудь не показалось, что возбуждённый вопрос не подвергнут обсуждению».

### Учение о Троице
В своей книге «О началах» Ориген признавал Иисуса Христа единородным Сыном Бога и от Него рождённым, «однако без всякого начала». Он также пишет: «Это рождение — вечное и непрерывающее наподобие того, как сияние рождается от света. Ибо Сын не есть Сын по усыновлению извне чрез Святого Духа, но Сын по природе».

## Оригенизм
Епифаний Кипрский, убеждённый противником Иоанна Златоуста епископом Александрийским Феофилом, напротив, видел в Оригене источник всевозможных ересей и ок. 375 г. подверг его «вольнодумство» систематической критике. Выполненный в конце IV века Руфином перевод на латынь оригеновского трактата «О началах» вызвал ожесточённый спор с блаженным Иеронимом (который поначалу называл Оригена величайшим богословом со времён апостолов).
После антиоригеновских выпадов Иеронима ортодоксальные богословы резко осуждали Оригена за еретические мнения (учение об апокатастасисе) и за включение в состав христианской догмы несовместимых с ней тезисов античной философии (в частности, платоновского учения о предсуществовании душ). Однако исключить влияние философской системы Оригена не удавалось.
В конце IV века оригенизм был представлен движением «Длинных монахов», которые стали жертвами интриг Александрийского архиепископа Феофила в борьбе с Иоанном Златоустом. Монахи, несогласные с расточительным образом жизни и деспотизмом Феофила, покинули Александрию и начали скитаться по Египту и Палестине. В результате, гонимые отовсюду, они пришли в Константинополь просить помощи у патриарха Иоанна Златоуста.
В VI веке движение оригенистов воспряло в палестинской Новой Лавре, что побудило императора Юстиниана Великого в 543 году выпустить эдикт, в котором Ориген был объявлен еретиком, а поместный собор Константинопольской церкви в 553 году соборно осудил Оригена и распространил осуждение оригенизма на Евагрия и Дидима.
Судьбой цитадели оригенизма, Новой Лавры, распорядился ставленник императора Юстиниана патриарх Евстохий. Евстохий истребовал военную силу, и Новая Лавра была очищена, а затем в 555 году заселена 120 православными монахами из монастыря Мар-Саба и других монастырей.
На Пятом Вселенском соборе Ориген и все, кто не желает его анафематствовать, преданы анафеме:

Сами же мы, имея заповедь назидать народ здравым учением (Тит. 2, 1) и глаголать в сердце Иерусалиму (Исаии 40, 2), то есть Церкви Божией, спешим сеять достойно в правде (Осии 2, 23), собирая плод жизни и возжигая себе самим свет знания из божественнаго Писания и учения святых отцев. Мы почли необходимым изложить кратко по пунктам и проповедание истины и осуждение еретиков и их нечестия. […] 11. Если кто не анафематствует Ария, Евномия, Македония, Аполлинария, Нестория, Евтихия и Оригена, с нечестивыми их сочинениями, и всех прочих еретиков, которые были осуждены и анафематствованы святою кафолическою и апостольскою Церковию и святыми четырьмя помянутыми соборами, и тех, которые мудрствовали или мудрствуют подобно вышесказанным еретикам, и пребыли в своём нечестии до смерти: тот да будет анафема.
Осуждение Оригена было подтверждено Шестым Вселенским собором.
На Латеранском соборе 649 года все сочинения Оригена были преданы анафеме, также были анафематствованы те, кто не желает анафематствовать и отвергнуть работы в защиту Оригена:

Если кто не отвергает и, в согласии со Святыми Отцами, с нами и с верой, не анафематствует душой и устами всех тех, кого святая, кафолическая и апостольская Божия Церковь (то есть пять Вселенских Соборов и все единодушные им признанные Отцы Церкви) отвергла и анафематствовала вместе с их писаниями, до самой последней строки, как нечестивых еретиков, а именно: […] Оригена, Дидима, Евагрия и всех остальных еретиков вместе взятых […]. Так вот, если кто не отвергает и не анафематствует нечестивое учение их ереси и то, что было нечестиво написано кем бы то ни было в их пользу или в их защиту, равно как и самих упомянутых еретиков […]: таковому человеку да будет анафема.
Несмотря на официальное осуждение, труды Оригена не исчезают из богословской библиографии. Наблюдается изучение еретического теолога в средневековых сочинениях, ощутимо сказывается его влияние в трудах Иоанна Скота Эриугены, в эпоху Ренессанса закономерно повышается интерес к циклической концепции времени и развитие других метафизических воззрений Оригена.
Ориген был любимым писателем религиозного философа XVIII века Григория Сковороды. Последователь Сковороды Владимир Соловьёв также увлекался идеями Оригена, усвоил и применял во многих своих работах аллегорический метод Оригена. Интересную книгу об Оригене написал один из создателей церковно-исторической школы В. В. Болотов, проанализировав в ней учение Оригена о Троице. Об Оригене писали такие русские богословы как Д. А. Лебедев, В. Н. Лосский, Л. П. Карсавин, Г. В. Флоровский и другие. На оригеновские принципы любви и раздора, выраженные соответственно в церковной и мирской историях, ссылался один из основателей славянофильства А. С. Хомяков. В 70-х годах XIX века, Оригеном увлекался русский писатель Н. С. Лесков, хлопотавший о переводе и издании на русском языке книги Оригена «О началах».

## Список избранных сочинений
Автор более 2000 произведений.
- Гексапла
- Против Цельса
- Две беседы на Песнь песней
- О началах (в 4-х кн. или ч.)
- Комментарии к Евангелию от Иоанна
- Комментарии к Евангелию от Матфея
- О молитве
- Письмо к св. Григорию Чудотворцу (еп. Неокесарийскому)
- Письмо к Юлию Африкану
- Трактат о демонах
- Увещание к мученичеству
- Гомилии
- Схолии
- Диалог с Гераклитом
- О воскресении
- Тетрапла

## Издания сочинений

### Оригиналы
- Добротолюбие Оригена — избранные сочинения, составленные в IV веке.
- Избранные произведения изданы де ла Ру (4 т., 1733—1759) (Франция) и Ломматцшем (25 т., 1831—1848) (Германия).
- Migne, Patrologia Graeca, XI—XVII, 1857
- Origenis Hexaplorum quae supersunt sive veterum interpretum graecorum in totum Vetus Testamentum fragmenta <…> ed. Frederick Field. Oxonii, 1875 (Том I, Том II); репринт: Hildesheim: G.Olms, 1964.
- Греческий текст комментария на «Евангелие от Иоанна» (1896): Том I; Том II.

### Переводы
Английские переводы:
- Английские переводы сочинений Оригена
- Против Цельса (кн. 2-8), английский перевод 1869 года.

Старые русские переводы:
- О молитве / Пер. Н. Корсунского. — Ярославль, 1884. — 178 с.
- Увещание к мученичеству / Пер. Н. Корсунского. — Ярославль, 1886. — 80 с.
- Ориген. О молитве и Увещание к мученичеству / Пер. Н. Корсунского. — СПб., 1897. — 240 с.
  - переизд.: СПб., 1992.
- Творения Оригена. Вып. 1. О началах / Пер. Н. Петрова. — Казань: Казан. духов. акад., 1899. — 504 с.
  - переизд.: Самара: Ра, 1993. — 320 с. — 50000 экз. (и другие переиздания)
- Ориген. Против Цельса. Ч. 1. Кн. 1—4. / Пер. Л. Писарева. — Казань, 1912. — XXX+482 с.
  - переизд.: М.: Учебно-информационный экуменический центр ап. Павла, 1996.
- Сведения о Скифии и Кавказе // Вестник древней истории. — 1948. — № 2. — С. 298—300.
- переиздание ряда текстов: Отцы и учители Церкви III века. — М., 1996. — Т. 2. — С. 3—159. (Ориген. Увещание к мученичеству (с. 36 сл.). Из трактата «О молитве»: Наставления о молитве (с. 67 сл.). Толкование на молитву «Отче наш» (с. 79 сл.) / Пер. Н. Корсунского; Из трактата «О началах» (с. 125 сл.). Письмо к св. Григорию Чудотворцу (с. 157 сл.). / Пер. Н. Сагарды.)

Новые русские переводы:
- Ориген. Толкование на Евангелие св. Иоанна. Кн. I / Пер. А. Цуркана.
- Ориген. Комментарии на Евангелие от Иоанна (т. I, гл. I—XX) / Пер. и предисл. А. Г. Дунаева // Богословские труды. Сб. 38. — М., 2003. — С. 97—119.
- Ориген. Толкования к Евангелию от Иоанна. Кн. 6 / Пер. О. Кулиева // Ориген. О началах. — СПб.: Амфора, 2007.
- Ориген. Толкование на Евангелие от Иоанна / Пер., комм. и предисл. О. И. Кулиева. — СПб.: Издательство РХГА, 2018.
- Ориген. Гомилии на Бытие / Пер. с лат. и древнегреч., предисл. и прим. М. В. Асмуса. — М.: ИД «Познание», 2019. — 308 с.